# Рейнбов Сан Френкс
Рейнбоу Сан Френкс — канадський актор та співак.

## Життєпис
Народився 3 грудня 1979 у Торонто, Онтаріо. Він є сином актора і музиканта Дона Френкса. Мати — Лілі Френкс, акторка і танцюристка. Вона має псевдонім — індіанське ім'я Red Eagle. Її предки походять із плем'я Крі та афроамериканців. Рейнбоу Сан Френкс має старшу сестру Крі Саммер (нар. 1969), яка також танцюристка та співачка.
У 2000 році він номінувався за головну роль у One Heart Broken Into Song на Gemini Award.
У жовтні 2001 року був відеожокеєм на канадському музичному каналі MuchMusic. Є членом музичного колективу The Oddities. з ім'ям Snidley Whiplash.
У серіалі Зоряна брама: Атлантида, перший сезон та у кількох серіях другого, третього та п'ятого сезонів зіграв роль лейтенанта Ейдана Форда.

## Фільмографія
- 1995: Black Fox — Франк Джонсон
- 1997: The Planet of Junior Brown — Баді Кларк
- 1999: One Heart Broken Into Song — Ганк Джонсон
- 1999: Johnny — Ґус
- 2000: Love Come Down — Джуліан
- 2000: Love Song (TV) — Кальвін Дюма
- 2001: Twice In a Lifetime (Серія 2.16 Moonshine Over Harlem) -Джіммі
- 2002—2003: Electric Circus (телесеріал) Господар
- 2004: Preview to Atlantis (TV) себе самого/Ейдан Форд
- 2004: From Stargate to Atlantis: Sci Fi Lowdown (TV) — себе самого/Ейдан Форд
- 2004: Stargate Atlantis: Rising (TV) — Ейдан Форд
- 2004—2005: Stargate Atlantis (телесеріал) — Лейтенант Ейдан Форд
- 2005: Sci Fi Lowdown: Behind the Stargate — Secrets Revealed (TV) — себе самого/Ейдан Форд
- 2005: Behind the Camera: The Unauthorized Story of 'Diff'rent Strokes' (TV) — Діон Міал
- 2006: This Space for Rent (телесеріал) — Барнабі Шарп
- 2007: Чужі проти Хижака: Реквієм — Еарл продавець зброї